# 岩松玄十
岩松 玄十（いわまつ げんじゅう、1881年〈明治14年〉2月5日 - 1976年〈昭和51年〉3月5日）は、日本の検事。

## 経歴
佐賀県佐賀市出身。1908年（明治41年）、東京帝国大学法科大学英法科を卒業し、司法官試補となる。大津地方裁判所判事、奈良区裁判所検事、東京区裁判所検事、長野地方裁判所検事、千葉地方裁判所検事、同検事正、台湾総督府高等法院検察官長、横浜地方裁判所検事正、東京控訴院検事、司法省行刑局長、宮城控訴院検事長、長崎控訴院検事長を歴任し、1941年（昭和16年）からは大阪控訴院検事長を務めた。
1976年（昭和51年）3月、急性心不全で死去した。